# Alvaneu
Alvaneu ⓘ, rätoromanisch Alvagniⓘ [alvɐˈɲi], ist ein Dorf in der Gemeinde Albula/Alvra im Schweizer Kanton Graubünden. Der Ort gehört zum Bezirk Albula und ist Teil der Region Surmeir.
Bis am 31. Dezember 2014 war Alvaneu eine eigene politische Gemeinde im Kreis Belfort. Am 1. Januar 2015 fusionierte sie mit den Gemeinden Alvaschein, Brienz/Brinzauls, Mon, Stierva, Surava und Tiefencastel zur neuen Gemeinde Albula/Alvra.

## Geographie

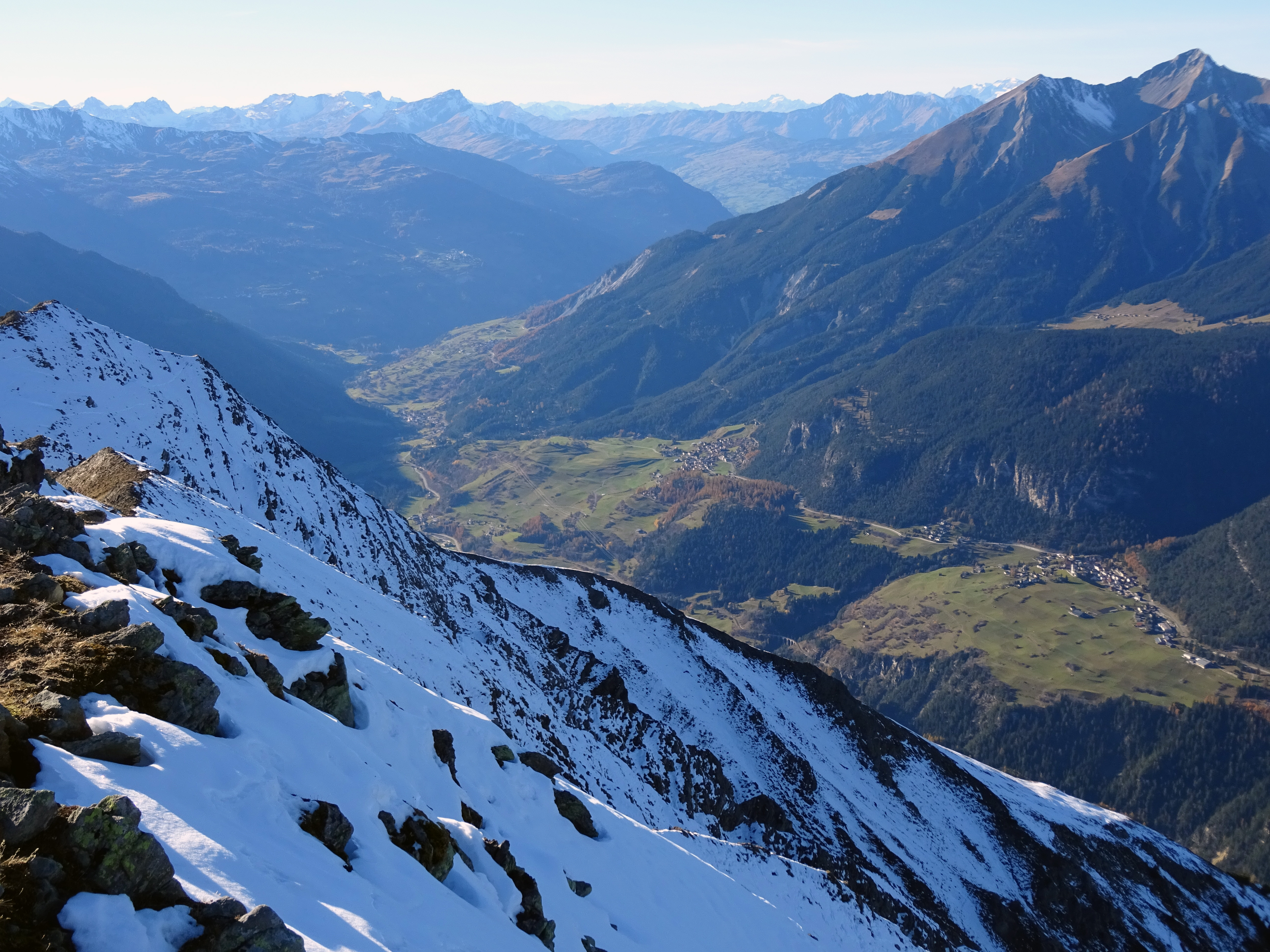
Albulatal mit Alvaneu, Schmitten und der Maiensässe Aclas Dafora mit besonnter Bergwiese im Hang der Plessur-Alpen

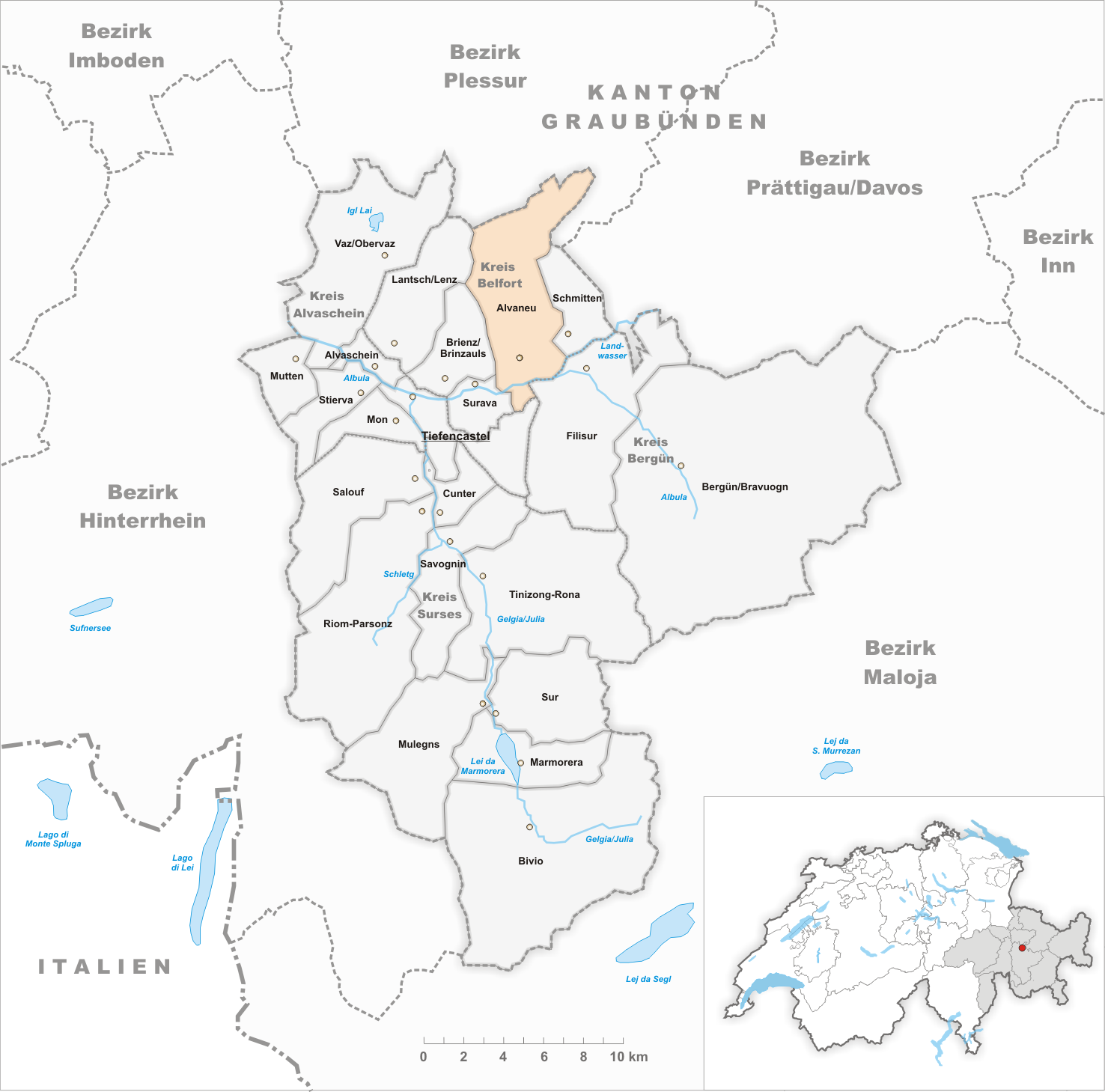
Gemeindestand vor der Fusion am 1. Januar 2015

Historisches Luftbild aus 2300 m von Walter Mittelholzer von 1925

Alvaneu Bad, historisches Luftbild von Werner Friedli (1954)

Alvaneu ist ein Haufendorf in 1181 m Höhe auf einer Terrasse nördlich des Albulatales an der Kantonsstrasse zwischen Lenzerheide und Davos, aufgeteilt in Alvaneu Dorf am Hang und Alvaneu Bad im Talboden.
Ebenfalls zur ehemaligen Gemeinde Alvaneu gehört das im obersten Schanfigg gelegene Welschtobel mit der Alp Ramoz, wo sich die Ramozhütte SAC befindet. Dieses ennetbirgische Gebiet, das 1481 von den Nachbarn in Arosa erworben wurde, ist nur über einen Wanderweg via Furcletta direkt erreichbar.

## Geschichte
Im 13. Jahrhundert erlaubten die Freiherren von Vaz einer Gruppe von Walsern die Siedlung auf einem ihrer Höfe, die neben churbischöflichen Gütern von Romanen mit vorwiegender Schafzucht lagen. Seither liegt Alvaneu im Bereich der deutsch-rätoromanischen Sprachgrenze. Die Herkunft des erstmals 1244 in einer Herkunftsbezeichnung (Hainricus de Aluenude) belegten Ortsnamens ist unklar.
Als erste Gemeinde Graubündens stimmte Alvaneu 1799 für den Anschluss an die Helvetische Republik.

## Bevölkerung
| Bevölkerungsentwicklung | Bevölkerungsentwicklung | Bevölkerungsentwicklung | Bevölkerungsentwicklung | Bevölkerungsentwicklung | Bevölkerungsentwicklung | Bevölkerungsentwicklung | Bevölkerungsentwicklung | Bevölkerungsentwicklung | Bevölkerungsentwicklung |
| ----------------------- | ----------------------- | ----------------------- | ----------------------- | ----------------------- | ----------------------- | ----------------------- | ----------------------- | ----------------------- | ----------------------- |
| Jahr                    | 1838                    | 1850                    | 1900                    | 1950                    | 1980                    | 1990                    | 2000                    | 2005                    | 2014                    |
| Einwohner               | 362                     | 354                     | 382                     | 475                     | 379                     | 380                     | 403                     | 421                     | 400                     |

### Sprachen
Die traditionelle Sprache der Bevölkerung war bis Mitte des 19. Jahrhunderts Surmeirisch, eine regionale Mundart des Romanischen. Bereits 1880 gaben nur noch 80 % der Einwohnerschaft Romanisch als Muttersprache an. Dieser Erosionsprozess setzte sich fort (1910: 68 %, 1941: 56 %, 1970: 47 %). 1960 war die letzte Volkszählung mit romanischer Bevölkerungsmehrheit, 1970 waren diese noch eine relative Mehrheit. Seit 1980 hat die deutsche Sprache ein ständig grösser werdendes Übergewicht erlangt, wie folgende Tabelle zeigt:
| Sprachen in Alvaneu |                   |                   |                   |                   |                   |                   |
| Sprachen            | Volkszählung 1980 | Volkszählung 1980 | Volkszählung 1990 | Volkszählung 1990 | Volkszählung 2000 | Volkszählung 2000 |
| Sprachen            | Anzahl            | Anteil            | Anzahl            | Anteil            | Anzahl            | Anteil            |
| Deutsch             | 189               | 49,87 %           | 230               | 60,53 %           | 308               | 76,43 %           |
| Rätoromanisch       | 157               | 41,42 %           | 109               | 28,68 %           | 68                | 16,87 %           |
| Italienisch         | 30                | 7,92 %            | 28                | 7,37 %            | 14                | 3,47 %            |
| Einwohner           | 379               | 100 %             | 380               | 100 %             | 403               | 100 %             |

### Herkunft und Nationalität
Von den Ende 2005 421 Bewohnern waren 394 (≈ 93 %) Schweizer Staatsangehörige.

## Wappen
| Wappen von Alvaneu | Blasonierung: «In Gold (Gelb) der stehende Heilige Mauritius in blauer Rüstung mit Schwert, silbern (weiss) nimbiert, in der Rechten eine blaue Fahne mit goldenem Kreuz» |
| Wappen von Alvaneu | Das Wappen zeigt das vereinfachte bisherige Siegelbild in der Farben des Zehngerichtebundes.                                                                              |

## Sehenswürdigkeiten
Nach mehreren Bränden bauten von 1697 bis 1698 Kapuziner aus dem benachbarten Tiefencastel die katholische Pfarrkirche Mariä Geburt und betreuten Alvaneu als Pfarrei bis 1890. In den Jahren 1859 und 1873 zerstörten zwei Grossbrände viel historische Bausubstanz. Dennoch zeigen sich im Dorfbild restaurierte Häuser mit Malereien und Sgraffiti, kunstgeschmiedeten Fenster- und Balkongittern.
Einen Blick auf zeitgenössische Kunst lässt die Künstlergasse zu, wo Metallgestalter, Kunstmaler und Kunstschmiede, Instrumentenbauer und Holzschnitzer ihre Werke und ihr Wirken präsentieren. In der Nähe von Alvaneu liegt die Ruine der Burg Belfort, eine der grössten Graubündens. Auch kann man die zweitstärkste Schwefelquelle Europas besuchen: Ava Forta, das rostig-rote Wasser, das nach faulen Eiern riecht.

## Alvaneu-Bad

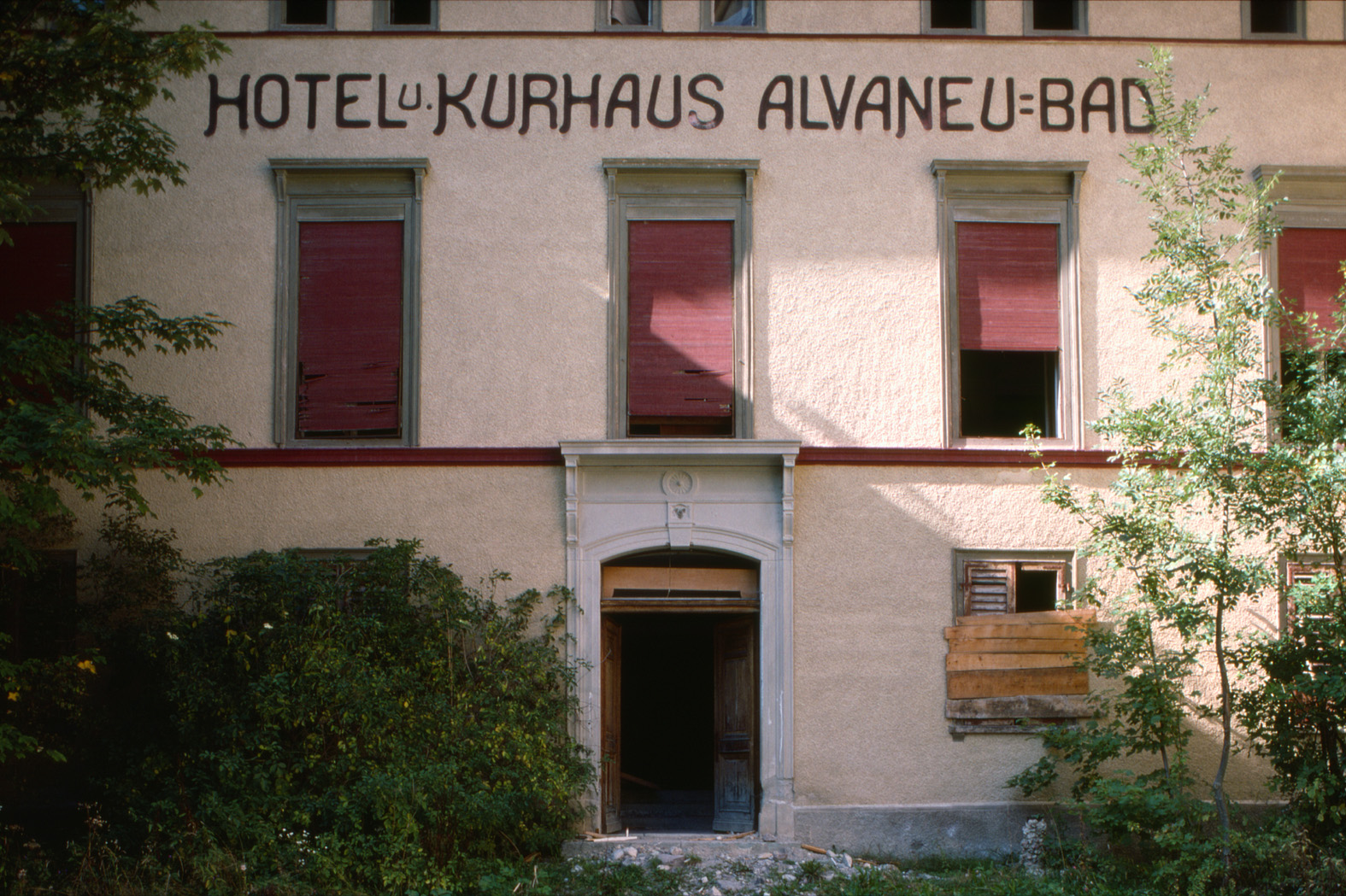
Fassade des alten Hotel und Kurhaus Alvaneu-Bad

Die Besonderheit von Alvaneu-Bad sind die Schwefelquellen, die wohl schon die Römer zur Heilung nutzten, wie sich aus Münzfunden schliessen lässt. Das Schwefelbad wurde zum ersten Mal 1474 beschrieben und gilt aufgrund der Temperatur als Mineralheilbad. Entgegen der verbreiteten Meinung handelt es sich nicht bei allen warmen Bädern um ein Thermalbad, sondern in diesem Fall um ein Mineral(warm)bad. Nach schweizerischer Definition liegt erst dann ein Thermalbad vor, wenn das Wasser mit über 20 °C aus dem Boden gefördert wird. In anderen Ländern wie zum Beispiel Italien gilt diese Definition nicht. Mehrfach wurde hier gebaut, investiert und neugeplant. 2001 entstand hier ein Kur- und Wellnessbad mit durch Schwefelwasser stets auf 34 Grad gehaltenen Innen- und Aussenbecken und zusätzlichen Angeboten wie Dampfbad, Solarium, Sauna sowie ein sogenannter mentaler Wasser-Wanderparcours. Auch ein 1996 eingerichteter 18-Loch-Golfplatz (PAR 72) soll die wirtschaftliche Lage stabilisieren. Er gilt als eine der abwechslungsreichsten Anlagen Graubündens.

## Söhne und Töchter des Ortes
- Urs Jenal (* 1961), Mikrobiologe